# Poljana Križevačka
Poljana Križevačka – wieś w Chorwacji, w żupanii kopriwnicko-kriżewczyńskiej, w mieście Križevci. W 2011 roku liczyła 396 mieszkańców.